# Дејан Настић
Дејан Настић (Бјеловар, 1926 — Београд, 2008) био је српски професор универзитета, српски архитекта, карикатуриста и стрип-цртач.

## Биографија
Рођен је у Бјеловару 1926. године. Као ратна избеглица је завршио Десету мушку гимназију у Београду у току 2. светског рата, а затим и архитектонски факултет у Београду, где је постао асистент, а касније и редовни професор.
Прве карикатуре објављивао је у часопису „Народни студент“, а његов највећи цртачки успех је свакако стрип „ТВ-Радојица“, који је редовно излазио у Политикиној Радио-ТВ ревији од 1965. па на даље.
Настићево прво значајно дело је мотел у Липовичкој шуми надомак Београда (1969). Затим, пројектује хотел на Дивчибарама (1973), а 1978. изводи и своје најзначајније и најупечатљивије дело - зграду Саобраћајног факултета у Београду, за чији је пројект добио Октобарску награду града Београда.
Умро је крајем 2008. године у Београду.

## Награде
- Борбина награда за архитектуру 1973.
- Октобарска награда града Беогада 1978.